# Hylaeochampsidae
De Hylaeochampsidae zijn een familie van uitgestorven basale eusuchische Crocodylomorpha uit het Krijt, waarvan wordt gedacht dat ze nauw verwant zijn aan de orde Crocodylia.

## Classificatie
Hylaeochampsidae werd voor het eerst benoemd in 1913 door Charles William Andrews met slechts één lid: Hylaeochampsa. Echter, een nieuw geslacht genaamd Iharkutosuchus werd beschreven in 2007 en bleek een zustertaxon van Hylaeochampsa te zijn en dus een lid van de familie Hylaeochampsidae. Het in 1887 benoemde geslacht Heterosuchus kan ook tot de familie behoren. Het is echter waarschijnlijk synoniem met Hylaeochampsa en werd door James M. Clark en Mark Norell als een nomen dubium beschouwd. Clark en Norell beweerden ook dat er geen bewijs is om te suggereren dat de twee geslachten een echte clade vormen die verschilt van andere eusuchiërs, omdat overblijfselen geassocieerd met Heterosuchus te fragmentarisch zijn om een duidelijke fylogenetische verwantschap aan te tonen. Het vierde geslacht Pietraroiasuchus werd in 2011 toegewezen aan Hylaeochampsidae. Een fylogenetische analyse uitgevoerd met de beschrijving van Pietraroiasuchus vond ook dat Pachycheilosuchus deel uitmaakt van de familie. In dit onderzoek uit 2011 hebben Buscalioni et alii Hylaeochampsidae cladistisch gedefinieerd als een op een noduclade bestaande uit de laatste gemeenschappelijke voorouder van Hylaeochampsa vectiana, Iharkutosuchus makadii, Pachycheilosuchus trinquei en Pietraroiasuchus ormezzanoi; en al zijn nakomelingen.
Het onderstaande cladogram is het resultaat van de 2011 Buscalioni et alii studie:
|  | Iharkutosuchus                                                                             |
|  |                                                                                            |
|  | \| \| Pietraroiasuchus ormezzanoi \| \| \| \| \| \| Pachycheilosuchus trinquei \| \| \| \| |
|  |                                                                                            |
|  | Pietraroiasuchus ormezzanoi                                                                |
|  |                                                                                            |
|  | Pachycheilosuchus trinquei                                                                 |
|  |                                                                                            |

|  | Pietraroiasuchus ormezzanoi |
|  |                             |
|  | Pachycheilosuchus trinquei  |
|  |                             |

|  | Iharkutosuchus                                                                             |
|  |                                                                                            |
|  | \| \| Pietraroiasuchus ormezzanoi \| \| \| \| \| \| Pachycheilosuchus trinquei \| \| \| \| |
|  |                                                                                            |
|  | Pietraroiasuchus ormezzanoi                                                                |
|  |                                                                                            |
|  | Pachycheilosuchus trinquei                                                                 |
|  |                                                                                            |

|  | Pietraroiasuchus ormezzanoi |
|  |                             |
|  | Pachycheilosuchus trinquei  |
|  |                             |

|  | Iharkutosuchus                                                                             |
|  |                                                                                            |
|  | \| \| Pietraroiasuchus ormezzanoi \| \| \| \| \| \| Pachycheilosuchus trinquei \| \| \| \| |
|  |                                                                                            |
|  | Pietraroiasuchus ormezzanoi                                                                |
|  |                                                                                            |
|  | Pachycheilosuchus trinquei                                                                 |
|  |                                                                                            |

|  | Pietraroiasuchus ormezzanoi |
|  |                             |
|  | Pachycheilosuchus trinquei  |
|  |                             |

|  | Iharkutosuchus                                                                             |
|  |                                                                                            |
|  | \| \| Pietraroiasuchus ormezzanoi \| \| \| \| \| \| Pachycheilosuchus trinquei \| \| \| \| |
|  |                                                                                            |
|  | Pietraroiasuchus ormezzanoi                                                                |
|  |                                                                                            |
|  | Pachycheilosuchus trinquei                                                                 |
|  |                                                                                            |

|  | Pietraroiasuchus ormezzanoi |
|  |                             |
|  | Pachycheilosuchus trinquei  |
|  |                             |

|  | Iharkutosuchus                                                                             |
|  |                                                                                            |
|  | \| \| Pietraroiasuchus ormezzanoi \| \| \| \| \| \| Pachycheilosuchus trinquei \| \| \| \| |
|  |                                                                                            |
|  | Pietraroiasuchus ormezzanoi                                                                |
|  |                                                                                            |
|  | Pachycheilosuchus trinquei                                                                 |
|  |                                                                                            |

|  | Pietraroiasuchus ormezzanoi |
|  |                             |
|  | Pachycheilosuchus trinquei  |
|  |                             |

|  | Iharkutosuchus                                                                             |
|  |                                                                                            |
|  | \| \| Pietraroiasuchus ormezzanoi \| \| \| \| \| \| Pachycheilosuchus trinquei \| \| \| \| |
|  |                                                                                            |
|  | Pietraroiasuchus ormezzanoi                                                                |
|  |                                                                                            |
|  | Pachycheilosuchus trinquei                                                                 |
|  |                                                                                            |

|  | Pietraroiasuchus ormezzanoi |
|  |                             |
|  | Pachycheilosuchus trinquei  |
|  |                             |

|  | Iharkutosuchus                                                                             |
|  |                                                                                            |
|  | \| \| Pietraroiasuchus ormezzanoi \| \| \| \| \| \| Pachycheilosuchus trinquei \| \| \| \| |
|  |                                                                                            |
|  | Pietraroiasuchus ormezzanoi                                                                |
|  |                                                                                            |
|  | Pachycheilosuchus trinquei                                                                 |
|  |                                                                                            |

|  | Pietraroiasuchus ormezzanoi |
|  |                             |
|  | Pachycheilosuchus trinquei  |
|  |                             |

|  | Iharkutosuchus                                                                             |
|  |                                                                                            |
|  | \| \| Pietraroiasuchus ormezzanoi \| \| \| \| \| \| Pachycheilosuchus trinquei \| \| \| \| |
|  |                                                                                            |
|  | Pietraroiasuchus ormezzanoi                                                                |
|  |                                                                                            |
|  | Pachycheilosuchus trinquei                                                                 |
|  |                                                                                            |

|  | Pietraroiasuchus ormezzanoi |
|  |                             |
|  | Pachycheilosuchus trinquei  |
|  |                             |

## Beschrijving en verspreiding
De familie bestond tijdens het Krijt in wat nu Europa en het Midden-Oosten is. Hylaeochampsa en zijn mogelijke synoniem Heterosuchus zijn beide gevonden uit de Vectis-formatie van het Isle of Wight in Engeland, die teruggaat tot het Barremien van het Vroeg-Krijt. Er zijn exemplaren van Iharkutosuchus gevonden in de Csehbánya-formatie in het westen van Hongarije, die werd afgezet tijdens het Santonien van het Laat-Krijt. Alle hylaeochampsiden hadden zeer brevirostrine snuiten en vertoonden heterodontie, met grote naar achteren geconcentreerde tanden die hoogstwaarschijnlijk waren aangepast aan het pletten van prooien. Bij Iharkutosuchus hadden deze tanden zelfs meerdere knobbels. Dit is vaak kenmerkend voor zoogdieren, maar is hoogst ongebruikelijk voor een crocodylomorf en suggereert dat het dier herbivoor kan zijn geweest.